# Чудесный медальон
Чудесный медальон (лат. Numisma Mirabile), или медальон Непорочного Зачатия (лат. Numisma Immaculatae Conceptionis) — медальон-сувенир, связанный с воспоминанием видения Пресвятой Девы Марии католической святой Екатерине Лабуре в ночь на 18 июля 1830 года. По мнению католиков, ношение Чудесного медальона даёт особую благодать через заступничество Марии, если носить его с верой и преданностью.

## История
Святая Екатерина Лабуре заявила, что в ночь на 18 июля 1830 года она проснулась, услышав голос ребёнка, зовущий её в часовню (расположенную на улице дю Бак, Париж), где Пресвятая Дева Мария сказала ей: «Бог желает отплатить за твою миссию. У тебя будут трудности, но не бойся, благодать пребудет с тобой, чтобы получилось всё необходимое. Расскажи своему духовному наставнику, что происходит внутри тебя. Времена зла во Франции и по всему миру».
В последующих двух видениях Екатерине было дано повеление о том, что надо изготовить медальоны по тому образу, который она видела, а всем, кто будет эти медальоны носить, давалось обещание особой благодати.
Медальоны были изготовлены по распоряжению парижского архиепископа Иасента Луи де Келена. Дизайн медальона был разработан известным ювелиром того времени Адриеном Вашетом. За период с 1832 по 1836 годы было продано более двух миллионов таких медальонов.